# Vat Phou
Vat Phou är ett komplex av tempelruiner i provinsen Champassak i södra Laos, vid foten av berget Phu Kao och ungefär sex kilometer från Mekongfloden. Detta område har en lång historia som kulturplats och arkeologiska undersökningar tyder på att det har funnits ett tempel här redan på 400-talet. 
De äldsta ruiner som finns på platsen idag härstammar dock från 1000- till 1200-talet. År 2001 utsågs Vat Phou till världsarv av Unesco. Förutom själva tempelområdet innefattas även det närmast omgivande kulturlandskapet i världsarvsområdet, så att det skyddade områdets totala yta utgörs av cirka 39 000 hektar.
Under khmerrikets tid var templen i Vat Phou helgade åt Shiva, en av de äldsta och högsta gudomarna inom hinduismen. Khmerfolket var också de som till stora delar byggde det tempelkomplex som ruinerna på platsen vittnar om. Många av templets utsmyckningar innehåller scener ur den hinduiska mytologin, till exempel om hur Krishna förgör Kamsa. Senare kom området där Vat Phou ligger under kontroll av laofolket och blev ett centrum för theravadabuddhismen (det är det också än idag).